# یواس‌اس موتیو (ای‌ام-۱۰۲)
یواس‌اس موتیو (ای‌ام-۱۰۲) (به انگلیسی: USS Motive (AM-102)) یک کشتی بود که طول آن ۲۲۱ فوت ۳ اینچ (۶۷٫۴۴ متر) بود. این کشتی در سال ۱۹۴۲ ساخته شد.